# Magny-le-Hongre
 Magny-le-Hongre  es una población y comuna francesa, en la región de Isla de Francia, departamento de Sena y Marne, en el distrito de Torcy y cantón de Thorigny-sur-Marne.

## Demografía
| 222                       | 211 | 189 | 187 | 207 | 199 | 188 | 195 | 190 | 186 | 183 | 163 | 174 | 164 | 169 | 165 | 153 | 137 | 142 | 142 | 127 | 133 | 147 | 140 | 149 | 154 | 115 | 121 | 223 | 264 | 331 | 1 789 | 3 720 | 4 954 | 5 158 |
| (Fuente: INSEE y Cassini) |     |     |     |     |     |     |     |     |     |     |     |     |     |     |     |     |     |     |     |     |     |     |     |     |     |     |     |     |     |     |       |       |       |       |